# Воображение
Воображе́ние —   это способность человека к спонтанному созданию или преднамеренному построению образов, представлений, идей объектов, которые в пережитом опыте воображающего в целостном виде ранее не воспринимались или же вообще не могут быть восприняты посредством органов чувств (как, например, события истории, предполагаемого будущего, явления не воспринимаемого или не существующего мира, такие, как сверхъестественные персонажи сказок, мифов и пр.). Эта  способность человека создавать образы, представления, идеи и манипулировать ими, играет важную роль в таких психических процессах, как моделирование, планирование, творчество, игра, память, мышление.
Воображение является основой наглядно-образного мышления, позволяющего человеку ориентироваться в ситуации и решать задачи без непосредственного вмешательства практических действий. Оно во многом помогает ему в тех случаях жизни, когда практические действия или невозможны, или затруднены, или просто нецелесообразны. Например, при моделировании абстрактных процессов и объектов.
Воображение — одна из форм психического отражения мира. Наиболее традиционной точкой зрения является определение воображения как процесса (А. В. Петровский и М. Г. Ярошевский, В. Г Казаков и Л. Л. Кондратьева и др). Отечественными авторами это явление также рассматривается как способность (В. Т. Кудрявцев, Л. С. Выготский) и как специфическая деятельность (Л. Д. Столяренко, Б. М. Теплов). Принимая во внимание сложное функциональное строение воображения, Л. С. Выготский считал адекватным применения к нему понятия психологической системы.
Разновидность творческого воображения — фантазия.
По мнению Э. В. Ильенкова, традиционное понимание воображения отражает только его производную функцию. Главная — позволяет видеть то, что есть, то, что лежит перед глазами, то есть основной функцией воображения является преобразование оптического явления на поверхности сетчатки в образ внешней вещи.

## Функции воображения
Воображение составляет сторону общего психического процесса человека и выполняет в психике следующие функции:
- представление действительности в образах, а также создание возможности пользоваться ими, решая задачи;
- регулирование эмоциональных состояний;
- регуляция познавательных процессов и состояний человека, в частности восприятия, внимания, памяти, речи, эмоций;
- формирование внутреннего плана действий — способности выполнять их внутри, манипулируя образами[4];
- планирование и программирование деятельности, составление программ, оценка их правильности, процесса реализации.

## Воображение и когнитивные процессы
Воображение является познавательным процессом, специфика которого состоит в переработке прошлого опыта.
Взаимосвязь воображения и органических процессов наиболее ярко проявляется в следующих явлениях: идеомоторный акт и психосоматическое заболевание. На основе связи между образами человека и его органическими состояниями строится теория и практика психотерапевтических воздействий.
Воображение неразрывно связано с мышлением. Согласно Л. С. Выготскому, допустимо высказывание о единстве этих двух процессов.
И мышление, и воображение возникают в проблемной ситуации, мотивируются потребностями личности. Основу обоих процессов составляет опережающее отражение. В зависимости от ситуации, запаса времени, уровня знаний и их организации одна и та же задача может решаться как с помощью воображения, так и с помощью мышления. Различие состоит в том, что отражение действительности, осуществляемое в процессе воображения, происходит в виде ярких представлений, в то время, как опережающее отражение в процессах мышления происходит путём оперирования понятиями, позволяющими обобщенно и опосредованно познавать окружающее. Использование того или иного процесса диктуется, прежде всего, ситуацией: творческое воображение работает, в основном, на том этапе познания, когда неопределенность ситуации достаточно велика. Таким образом, воображение позволяет принимать решения даже при неполноте знания.
В своей деятельности воображение использует следы прошлых восприятий, впечатлений, представлений, то есть следы памяти (энграммы). Генетическое родство памяти и воображения выражается в единстве составляющих их основу аналитико-синтетических процессов. Принципиальное различие между памятью и воображением обнаруживается в различном направлении процессов активного оперирования с образами. Так, основной тенденцией памяти является восстановление системы образов, максимально приближенной к ситуации, которая имела место в опыте. Для воображения, напротив, характерно стремление к максимально возможному преобразованию исходного образного материала.
Воображение включается в восприятии, влияет на создание образов воспринимаемых предметов и, в то же время, само зависит от восприятия. Согласно идеям Ильенкова, главной функцией воображения является преобразование оптического явления, состоящего в раздражении световыми волнами поверхности сетчатки, в образ внешней вещи.
Воображение тесно связано с эмоциональной сферой. Эта связь имеет двойственный характер: с одной стороны, образ способен вызвать сильнейшие чувства, с другой — возникшая однажды эмоция или чувство может стать причиной активной деятельности воображения. Данная система подробно рассмотрена Л. С. Выготским в его работе «Психология искусства».
Основные выводы, к которым он приходит, можно изложить следующим образом.
Согласно закону реальности чувств, «все фантастические и нереальные наши переживания, в сущности, протекают на совершенно реальной эмоциональной основе». На основе этого Выготский делает вывод, что фантазия является центральным выражением эмоциональной реакции.
Согласно закону однополюсной траты энергии, нервная энергия имеет тенденцию к тому, чтобы растрачиваться на одном полюсе — или в центре или на периферии; всякое усиление энергетической траты на одном полюсе немедленно же влечет за собой ослабление её на другом. Таким образом, с усилением и усложнением фантазии как центрального момента эмоциональной реакции её периферическая сторона (внешнее проявление) задерживается во времени и ослабевает в интенсивности.
Таким образом, воображение позволяет получать разнообразный опыт переживаний и оставаться при этом в рамках социально приемлемого поведения. Каждый получает возможность прорабатывать излишнее эмоциональное напряжение, разряжая его с помощью фантазий, и компенсируя, таким образом, неудовлетворенные потребности.

## Классификация процессов воображения
1. По результатам:
- Репродуктивное воображение (воссоздание действительности такой, какая она воспринята и запомнена)
- Продуктивное (творческое) воображение:
  - с относительной новизной образов;
  - с абсолютной новизной образов.

2. По степени целенаправленности:
- активное (произвольное) — включает воссоздающее и творческое воображение;
- пассивное (непроизвольное) — включает непреднамеренное и непредсказуемое воображение.

3. По виду образов:
- конкретное;
- абстрактное.

4. По степени волевых усилий:
- преднамеренное;
- непреднамеренное;

5. По сферам жизни и деятельности:
- художественное - музыкальное, литературное, изобразительное и другие;
- научное - математическое, физическое и другие;
- техническое - реализуется в изобретательской деятельности;
- в социальной сфере и деятельности - в инновационной деятельности в этих сферах;
- в практической сфере жизни и видах деятельности - в инновационной деятельности  в этих сферах.
- в образовательной, медицинской, спортивной и других сферах и видах деятельности.

Целе- и практически направленное продуктивное преднамеренное воображение используется в разнообразных технологиях  решения творческих и инновационных задач (таких, например, как мозговой штурм, свободное письмо) в различных сферах жизни и деятельности.

## Механизмы, приемы, операции воображения
Климов Е.А. в своём учебнике по основам психологии (1997) приводит следующий список приёмов воображения:
- агглютинация — создание нового образа из частей других образов, соединение несоединимых в реальности объектов и свойств;
- гиперболизация  — сильное увеличение или уменьшение предмета, его частей и/или интенсивности свойств;
- замещение — замена объекта, процесса или частей на другие, в чём-то подобные;
- концентрирование (концентрирующая интеграция) — полное или существенное включение одних частей в другие, в том числе путем совмещения, "сплавления", "растворения";
- комплексирование — в технике, объединение в одно связное целое объектов (узлов, механизмов), имеющих относительно самостоятельное назначение;
- миниатюризация — уменьшение предмета, его частей и интенсивности свойств. Приём создания нового мысленного образа, обратный гиперболизации;
- расчленение и элиминация — разбор, разделение целого на части с удалением некоторых из них;
- перенос (эвристическая трансдукция) — перенос частей, процессов из одной целостной системы в другую;
- перестановка — перемещение частей целого на другие места, в том числе с изменением взаимодействия;
- регенерация — достройка одной или нескольких недостающих, удалённых частей;
- придание сходства, подобия по форме, материалу, устройству, принципу действия, например, придание техническим устройствам подобия живых существ;
- противопоставление — приём преобразования представлений, состоящий в сознательном поиске и использовании явлений, процессов, объектов, имеющих свойства, противоположные исходному образу;
- реинтеграция — достройка до целого из одной основной, важной части или процесса;
- схематизация — выделение различий и выявление черт сходства, сглаживание различий между объектами на основе их сходства;
- типизация — выделение существенного, повторяющегося в однородных явлениях;
- трансформация — преобразование внешней формы.

Также выделяется приём акцентирования — подчеркивания особенностей объектов и явлений.
В модели способностей В.Д. Шадрикова аналогами приёмов воображения являются интеллектуальные операции воображения (имажинитивные процессы).
Существуют условия, способствующие нахождению творческого решения: наблюдательность, лёгкость комбинирования, чуткость к проявлению проблем.
Гилфорд вместо понятия «воображение» использовал термин «дивергентное мышление» — порождение новых идей с целью самовыражения человека. Характеристики дивергентного мышления:
- беглость;
- гибкость;
- оригинальность;
- точность.

## Развитие воображения у детей
Во многом воображение у детей встроено в игру как часть творчества. Через творчество у ребёнка развивается мышление. Этому способствуют настойчивость и выраженные интересы. Отправной точкой для развития воображения должна быть направленная активность, то есть включение фантазий детей в конкретные практические проблемы.
Развитию воображения способствуют:
- ситуации незавершенности;
- разрешение и даже поощрение множества вопросов;
- стимулирование независимости, самостоятельных разработок;
- билингвистический опыт;
- позитивное внимание к ребёнку со стороны взрослых.

Развитию воображения препятствуют:
- конформность;
- неодобрение воображения;
- жёсткие полоролевые стереотипы;
- разделение игры и обучения;
- неготовность к изменению точки зрения;
- преклонение перед авторитетами.

## Четырёхэтапная модель творческого процессаУоллеса
Основная статья: Творчество как процесс
- Стадия приготовления, сбор информации. Заканчивается ощущением невозможности решить проблему.
- Стадия инкубации. Ключевая стадия. Человек сознательно не занимается проблемой.
- Инсайт (озарение).
- Проверка решения.

## Воображение и реальность
Мир воспринимается как интерпретация данных, поступающих от органов чувств. Будучи таковым, он воспринимается реальным в отличие от большинства мыслей и образов.